# Delahaye Type 85

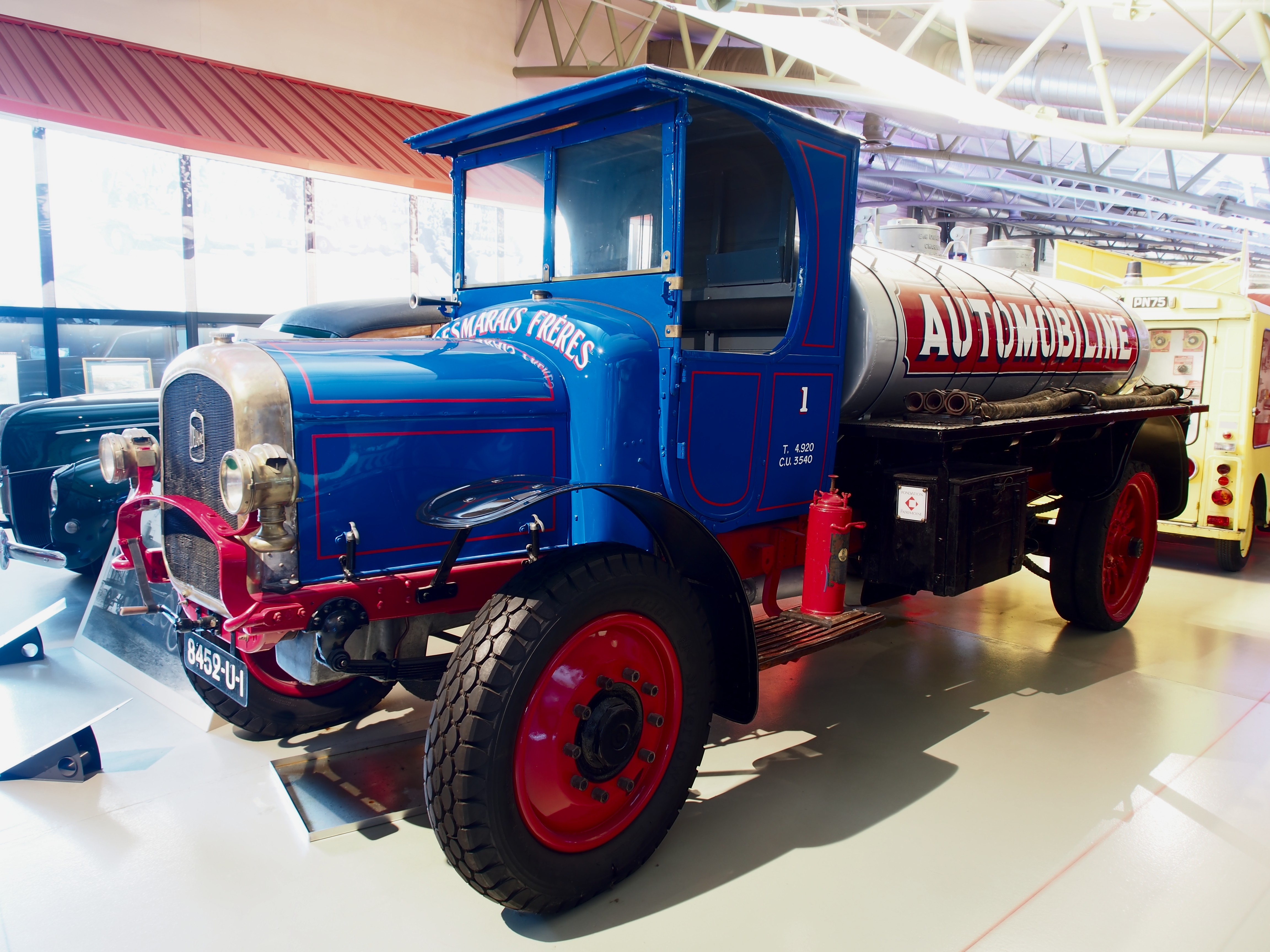
Delahaye Type 85

Der Delahaye Type 85 ist ein Lkw-Modell aus den 1920er Jahren. Hersteller war Automobiles Delahaye in Frankreich.

## Beschreibung
Die Fahrzeuge wurden zwischen 1920 und 1926 hergestellt. Es war eine Ableitung vom Delahaye Type 59. Der Rahmen wurde wesentlich verstärkt, um eine Nutzlast von 5 Tonnen anstelle von 750 kg zu bieten.
Der Ottomotor leistet 30 PS. Es ist ein Vierzylindermotor mit 5026 cm³ Hubraum.
Ein erhaltener Tankwagen von 1920 steht im Musée des 24 Heures du Mans in Le Mans.
Nachfolger wurde der Delahaye Type 95.